# 晩年 (太宰治)
晩年（ばんねん）は、太宰治の短編集。
1936年（昭和11年）6月25日、砂子屋書房より刊行された。
著者初の創作集。第一回芥川賞候補作。

## 収録作品
ここに収められている大半の作品は、1932年(昭和7年)、1933年(昭和8年)、太宰が23、24歳のときに執筆されたものだと思われる。
下の表のカッコは初めて掲載された年月。
- 葉(1934年4月)
- 思い出(1933年4月)
- 魚服記(1933年3月)
- 列車(1933年2月)
- 地球図(1935年12月)
- 猿ケ島(1935年9月)
- 雀こ(1935年7月)
- 道化の華(1935年9月)
- 猿面冠者(1934年7月)
- 逆行(1935年2月)
- 彼は昔の彼ならず(1934年10月)
- ロネマスク(1934年11月)
- 玩具(1935年7月)
- 陰火(1936年4月)
- めくら草紙(1936年1月)

## 参考資料
- 高橋亮「書評山内祥史著「太宰治『晩年』ー成立と出版」九大日文(九州大学日本語文学会)[2016.3.31. https://isgs.kyushu-u.ac.jp/~th//nitibun/kyudainitibun/27/27_takahashi.pdf]